# Episodi de L'uomo di casa (terza stagione)
La terza stagione della serie televisiva L'uomo di casa è stata trasmessa dal canale televisivo statunitense ABC dal 20 settembre 2013 al 25 aprile 2014.
In Italia la stagione viene trasmessa in prima visione, per la prima volta, su Fox Comedy dal 9 dicembre al 17 febbraio 2014 con doppio episodio a settimana.
| nº | Titolo originale         | Titolo italiano         | Prima TV USA      | Prima TV Italiano |
| -- | ------------------------ | ----------------------- | ----------------- | ----------------- |
| 1  | Back to School           | Ritorno a scuola        | 20 settembre 2013 | 9 dicembre 2014   |
| 2  | Driving Lessons          | Lezioni di guida        | 27 settembre 2013 | 9 dicembre 2014   |
| 3  | Pledging                 | Boss in incognito       | 4 ottobre 2013    | 16 dicembre 2014  |
| 4  | Ryan v. John Baker       | Ryan contro John        | 11 ottobre 2013   | 16 dicembre 2014  |
| 5  | Haunted House            | La casa stregata        | 18 ottobre 2013   | 23 dicembre 2014  |
| 6  | Larabee for School Board | Il consiglio d'istituto | 1º novembre 2013  | 23 dicembre 2014  |
| 7  | Shoveling Snow           | Libero mercato          | 8 novembre 2013   | 30 dicembre 2014  |
| 8  | Vanessa Fixes Kyle       | Un posto per Kyle       | 15 novembre 2013  | 30 dicembre 2014  |
| 9  | Thanksgiving             | Il pollice verde        | 22 novembre 2013  | 6 gennaio 2015    |
| 10 | Spanking                 | Sculacciate             | 6 dicembre 2013   | 6 gennaio 2015    |
| 11 | Elfie                    | Miracolo di Natale      | 13 dicembre 2013  | 13 gennaio 2015   |
| 12 | All About Eve            | Eve contro tutti        | 10 gennaio 2014   | 13 gennaio 2015   |
| 13 | Breaking Boyd            | Una terapia per Boyd    | 17 gennaio 2014   | 20 gennaio 2015   |
| 14 | Renaming Boyd's School   | Il cambio di nome       | 24 gennaio 2014   | 20 gennaio 2015   |
| 15 | Tasers                   | Il bouquet di rose      | 31 gennaio 2014   | 27 gennaio 2015   |
| 16 | Stud Muffin              | Muffin lo stallone      | 28 febbraio 2014  | 27 gennaio 2015   |
| 17 | Eve's Boyfriend          | Il fidanzato di Eve     | 7 marzo 2014      | 3 febbraio 2015   |
| 18 | Project Mandy            | Il progetto di Mandy    | 28 marzo 2014     | 3 febbraio 2015   |
| 19 | Hard-Ass Teacher         | Il professor Hardin     | 4 aprile 2014     | 10 febbraio 2015  |
| 20 | Parenting Bud            | Protezione              | 11 aprile 2014    |                   |
| 21 | April, Come She Will     | La zia April            | 18 aprile 2014    | 17 febbraio 2015  |
| 22 | Mutton Busting           | Il rodeo di montoni     | 25 aprile 2014    | 17 febbraio 2015  |